# 北海道中札内高等養護学校
北海道中札内高等養護学校（ほっかいどう なかさつないこうとうようごがっこう）は、北海道河西郡中札内村にある特別支援学校で、高等部のみを設置している。

## 概要
- 本校には、普通科および職業学科（農業科、窯業科、木工科、工業科、家庭総合科）が設置されており、各学科の定員は8名である[1]。
- 寄宿舎が隣接している。
- 制服はブレザーで、スカートとスラックスのいずれかを選択できる[2]。
- 美術部、野球部、バドミントン部、サッカー部の4つの部活動がある[3]。
- 2021年より、公式マスコットキャラクターとして「さないくん」が制定されている[4]。

## 受賞
- 時事通信社主催の「第5回教育奨励賞」優良賞を受賞（平成元年）[5]
- 「北海道教育実践表彰」を受賞（令和6年）[6]